# Golf en Chine

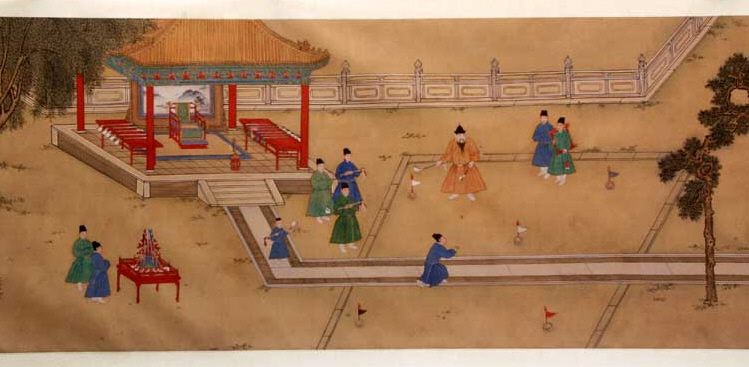
L'Empereur Ming Xuanzong jouant au chuiwan.

Le golf en Chine est une industrie en pleine croissance, avec de nombreux terrains de golf en cours d'établissement, en particulier dans la province de Hainan.
Un jeu dans l'ancienne Chine nommé chuiwan partage des similitudes avec le golf. Le golf, lui, a été interdit jusqu'au milieu des années 1980 par le Parti communiste chinois comme étant trop « bourgeois ».
Le premier parcours de golf construit en Chine a ouvert ses portes en 1984, à Zhongshan. Malgré une nouvelle interdiction en 2004 qui limite le nombre de terrains de golf en Chine en raison de l'impact environnemental (problèmes de conservation de l'eau et des terres), le nombre continue de croire. En 2009, ils sont estimés à près de 600. 
En 2011, on estimait a environ 350 000 joueurs réguliers par an parmi la population chinoise, en croissance. Pour le grand public, le golf est considéré comme un sport prohibitif, cependant, comme en Occident, il est prisé pour les hommes d'affaires. La pratique est malgré tout fortement découragée, le gouvernement imposant une taxe important sur les clubs de golf. En octobre 2015, le Parti communiste chinois a interdit à tous ses membres de rejoindre des clubs de golf, une position prise dans le cadre d'une campagne anti-corruption où le golf semble être un cadeau commun.
Le sport attire à la fois des investissements étrangers et des golfeurs étrangers qui viennent de pays comme la Corée du Sud, l'Australie et le Japon car les coûts sont relativement plus faibles que dans leur pays.
La Chine organise des tournois tels que les WGC-HSBC Champions et le BMW Asian Open (en) à Shanghai, le TCL Classic (en) dans la province de Hainan et l'Open de Chine à Pékin. Parmi les terrains réputés du pays se trouvent le Hong Kong Golf Club (en), le Mission Hills Golf Club (en) et le Mission Hills Haikou (en).
Parmi les golfeurs les plus titrés du pays figurent Zhang Lianwei (en) et Liang Wenchong (en).